# Quéménéven
Quéménéven (bretonisch Kemeneven) ist eine französische Gemeinde mit 1116 Einwohnern (Stand 1. Januar 2022) im Département Finistère. Sie gehört zum Arrondissement Quimper und zum Kanton Crozon.

## Geografie
Die Gemeinde liegt in der Region Cornouaille im Westen der Bretagne, etwa zwölf Kilometer östlich der Atlantikküste, zehn Kilometer südlich von Châteaulin, zwölf Kilometer nördlich von Quimper, und 40 Kilometer südöstlich von Brest (Luftlinie). Das Gemeindegebiet gehört zum Einzugsgebiet des Steïr, einem Nebenfluss des Odet. Im äußersten Südwesten hat die Gemeinde einen Anteil am bewaldeten Höhenzug Montagne du Prieuré. Hier liegt auch mit 280 Metern über dem Meer der höchste Punkt der Gemeinde.
Zur Gemeinde Quéménéven gehören die Ortsteile Kergoat, Coat Bernès, Pont Guen und La Gare sowie zahlreiche Weiler und Einzelhöfe.

## Bevölkerungsentwicklung
| Jahr      | 1962 | 1968 | 1975 | 1982 | 1990 | 1999 | 2007 | 2017 |
| Einwohner | 1407 | 1323 | 1208 | 1155 | 1151 | 1132 | 1145 | 1117 |

## Verkehr
Die nächstgelegenen Abfahrten an der autobahnähnlich ausgebauten Schnellstraße E 60 (Nantes-Brest) sowie Regionalbahnhöfe an der überwiegend parallel verlaufenden Bahnlinie gibt es bei Châteaulin und Quimper.
Bei Brest befindet sich der Regionalflughafen Aéroport Brest-Bretagne.

## Sehenswürdigkeiten
- Kirche Saint-Ouen
- Kapelle Notre-Dame de Kergoat

Siehe auch: Liste der Monuments historiques in Quéménéven

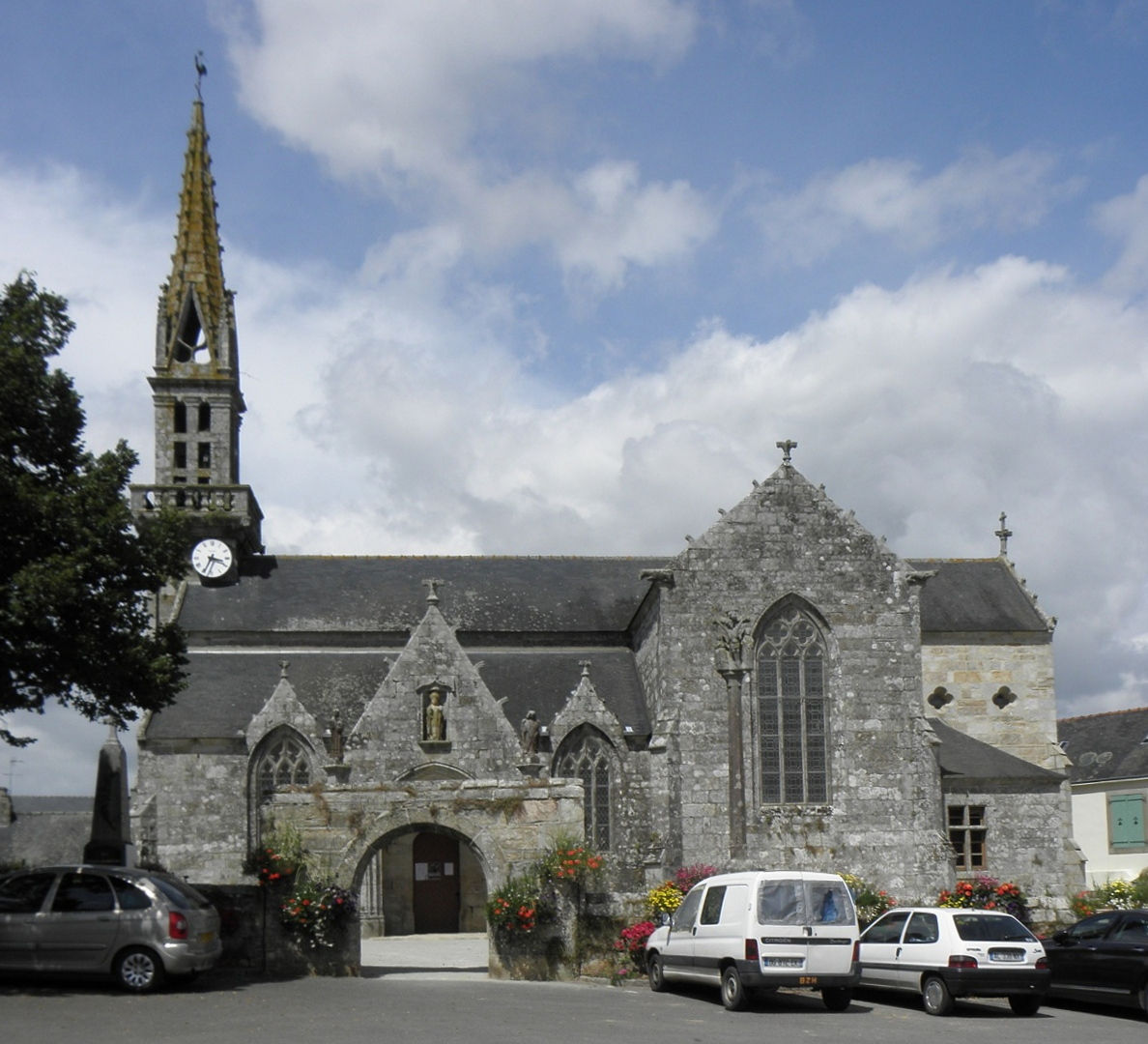
Kirche Saint-Ouen
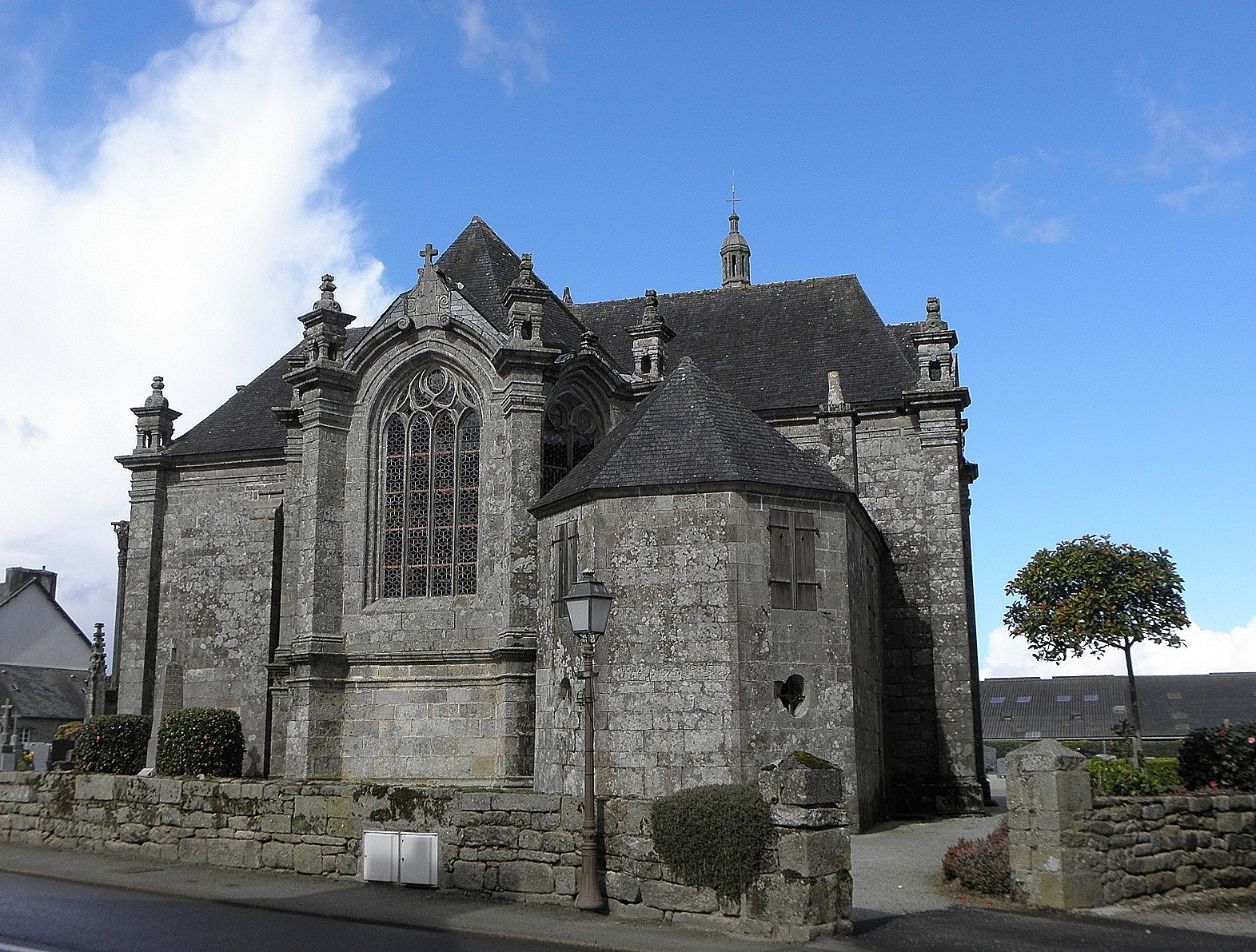
Kapelle Notre-Dame de Kergoat